# 保井智貴
保井 智貴（やすい ともたか、1974年 - ）は、日本の彫刻家。ベルギーアントワープ生まれ、イスラエル育ち。小学四年に日本に帰国。東京芸術大学彫刻科卒業。武蔵野美術大学教授。
乾漆や螺鈿といった古くからある工芸技法を用いて、『自然との共存』をテーマに自然の本来の姿を静謐な空間から表現を試みる。

## 個展
- 2002年 - ギャラリーせいほう(東京)
- 2004年 - スペース・S(東京)
- 2006年 - 「Silence」 Braverman Gallery(テルアビブ)、「保井智貴展」中原悌次郎記念旭川市彫刻美術館（旭川)
- 2007年 - 「Sculpture」メグミオギタギャラリー(東京)
- 2008年 - 「capsule」メグミオギタギャラリー(東京)
- 2011年 - 「Tranquil Reflection」メグミオギタギャラリー(東京)
- 2014年 - 「佇む空気/silence」[2]箱根彫刻の森美術館(神奈川)、「Light」MA2ギャラリー(東京)
- 2016年 - 「空気にある、光と時間。」(鹿児島)[3]、「遠くにある意志。」(東京)

## 受賞歴
- 2005年、第34回中原悌二郎賞優秀賞受賞

## 出版
- 2010年、保井智貴 作品集「calm」[4]